# Sibylle Schefczik

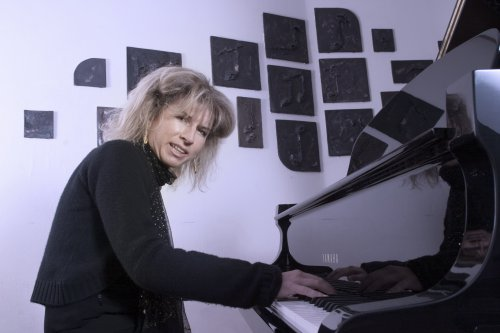
Sibylle Schefczik in Salzburg, fotografiert im März 2006

Sibylle Schefczik (* in Salzburg) ist eine österreichische Konzertpianistin.

## Musikalische Ausbildung
Schefczik erhielt ihren ersten Klavierunterricht im Elternhaus. Während der Gymnasialzeit war Sibylle Schefczik mehrmals erste Preisträgerin beim Musikwettbewerb Jugend musiziert auf Landes- und Bundesebene, es folgten Preisträgerkonzerte und Rundfunkaufnahmen. Nach dem Abitur studierte sie an der Hochschule für Musik und darstellende Kunst Mozarteum in Salzburg bei Kurt Neumüller, später bei Hans Leygraf and schloss 1987 mit dem Konzertdiplom ab. Förderungspreise, Begabtenstipendien und der Besuch von Meisterkursen (u. a. bei Karl-Heinz Kämmerling) ergänzten ihre Ausbildung.

## Konzerttätigkeit
Sibylle Schefczik hatte gute Kritiken in ihren Solo- und Kammermusikabenden, unter anderem in Salzburg, Wien, Pula, Linz, Innsbruck, Winnenden, Reutlingen, Landshut, Lausanne oder bei den Leitheimer Schlosskonzerten. 2006 startete sie unter anderem gemeinsam mit Peter Kemptner ein literarisch-musikalisches Gemeinschaftsprojekt mit „Lesungskonzerten“. Sie gibt Klavier- und Kammermusikabende im In- und Ausland und ist neben ihrer Konzerttätigkeit als Pädagogin tätig.

## Repertoire
Sibylle Schefcziks Repertoire reicht von der Literatur der Barockmusik bis zur Musik der Gegenwart. Besondere Vorlieben entwickelt sie für die Interpretation der Werke von Johann Sebastian Bach, Ludwig van Beethoven und Claude Debussy.

## Weblink
- Offizielle Website

| Personendaten    | Personendaten                    |
| ---------------- | -------------------------------- |
| NAME             | Schefczik, Sibylle               |
| KURZBESCHREIBUNG | österreichische Konzertpianistin |
| GEBURTSDATUM     | 20. Jahrhundert                  |
| GEBURTSORT       | Salzburg                         |